# Doug Burch
Doug Burch ist ein US-amerikanischer Schauspieler, Synchronsprecher, Filmproduzent, Filmregisseur und Drehbuchautor. Durch seine Mitwirkungen 2016 im Fernsehfilm Elvis lebt! – Nicht tot, nur Undercover und 2022 im Blockbuster Elvis spielte er in zwei Filmen mit, die sich um das, teilweise fiktionale, Leben des US-amerikanischen Sängers und Schauspielers Elvis Presley handeln.

## Leben
Burch wurde in eine Militärfamilie hineingeboren. Aufgrund der beruflichen Situation seiner Eltern reiste er schon in jungen Jahren um die Welt, bevor die Familie sich in Texas niederließ. Er besuchte das McClennan Community College und anschließend die Baylor University, auf dieser er Theater als Hauptfach und Bildende Kunst als Nebenfach studierte. Erste Schritte als professionelle Schauspieler machte er an regionalen Theatern und wechselte nach seinem Umzug nach Los Angeles zum Film und Fernsehen. Er ist mit der US-amerikanischen Schauspielerin Sherry Willis-Burch (* 17. Februar 1956 in Texas) verheiratet. Die beiden sind Eltern zweier Kinder.
Mitte der 1980er Jahre wirkte Burch unter anderen als Schauspieler in einer Episode der Fernsehserie Jessie sowie im Film Star Worms II: Attack of the Pleasure Pods mit. Seit den 1990er Jahren tritt er außerdem als Synchronsprecher und Voice Actor in Erscheinung. 2016 sprach er die Rolle des Alex im Animationsfilm Findet Dorie. Im selben Jahr stellte er außerdem die Rolle des Vernon Presley im Fernsehfilm Elvis lebt! – Nicht tot, nur Undercover dar. 2018 war er im B-Movie Jurassic Galaxy in der Rolle des Harris und in Hornet – Beschützer der Erde als Agent Pendleton zu sehen. 2022 hatte er eine Nebenrolle in Elvis inne.

## Filmografie (Auswahl)

### Schauspiel
- 1984: Jessie (Fernsehserie, Episode 1x04)
- 1985: Star Worms II: Attack of the Pleasure Pods
- 1997: Martin (Fernsehserie, Episode 5x19)
- 1997: Beverly Hills, 90210 (Fernsehserie, Episode 7x32)
- 1997: The New Gods
- 1997: Pacific Blue – Die Strandpolizei (Pacific Blue, Fernsehserie, Episode 3x07)
- 2001: Practice – Die Anwälte (The Practice, Fernsehserie, Episode 5x11)
- 2001: Providence (Fernsehserie, Episode 4x09)
- 2002: The Last Attack of the Beast (Kurzfilm)
- 2005: O.C., California (The O.C., Fernsehserie, Episode 2x24)
- 2005: Due West (Kurzfilm)
- 2005: Happy Endings
- 2007: Das Omen des Bösen (666: The Beast)
- 2008: The Groundskeeper (Kurzfilm)
- 2008: Trunk: A Love Story (Kurzfilm)
- 2009: The Pitch (Kurzfilm)
- 2009: Soft Touch (Kurzfilm)
- 2009: On the Eve (Kurzfilm)
- 2009: High Water (Kurzfilm)
- 2010: Atlantis Down
- 2010: Slick (Kurzfilm)
- 2011: Gringo Loco (Kurzfilm)
- 2012: Double Wide Blues
- 2013: No Horizon (Kurzfilm)
- 2016: The Other Wife (Fernsehfilm)
- 2016: Elvis lebt! – Nicht tot, nur Undercover (Elvis Lives!, Fernsehfilm)
- 2016: Massacre on Aisle 12
- 2016: The Listener
- 2018: Nur ein kleiner Gefallen (A Simple Favor)
- 2018: Circles (Kurzfilm)
- 2018: Jurassic Galaxy
- 2018: Hornet – Beschützer der Erde (Hornet)
- 2018: Jack and Jill (Kurzfilm)
- 2018: Into the Darkness (Kurzfilm)
- 2019: Zoetic (Kurzfilm)
- 2019: The Lodger (Kurzfilm)
- 2020: Doug
- 2021: Self Isolated
- 2022: Elvis
- 2022: The Maker (Kurzfilm)

### Synchronisationen
- 1990: Short Time – Nichts als Ärger mit dem Kamikaze-Cop (Short Time)
- 1993: Flesh And Bone – Ein blutiges Erbe (Flesh and Bone)
- 1994: Wolfsblut 2 – Das Geheimnis des weißen Wolfs (White Fang 2: Myth of the White Wolf)
- 1994: Der Klient (The Client)
- 1995: The Big Green – Ein unschlagbares Team (The Big Green)
- 1995: Der dritte Frühling – Freunde, Feinde, Fisch & Frauen (Grumpier Old Men)
- 1995: Stimme des Herzens – Whisper of the Heart (耳をすませば/Mimi o Sumase ba)
- 1995: Ein Schweinchen namens Babe (Babe)
- 1996: Einsame Entscheidung (Executive Decision)
- 1996: Das große Basketball-Kidnapping (Celtic Pride)
- 1996: Glimmer Man (The Glimmer Man)
- 1997: L.A. Confidential
- 1997: Fire Down Below
- 1997: Mitternacht im Garten von Gut und Böse (Midnight in the Garden of Good and Evil)
- 1998: Auf der Jagd (U.S. Marshals)
- 1999: Wild Wild West
- 1999: Dudley Do – Right
- 1999: Schnee, der auf Zedern fällt (Snow Falling on Cedars )
- 2003: Cold Creek Manor – Das Haus am Fluss (Cold Creek Manor)
- 2004: Million Dollar Baby
- 2006: Spiel auf Sieg (Glory Road)
- 2006: Prestige – Die Meister der Magie
- 2006: Nachts im Museum (Night at the Museum)
- 2007: Zodiac – Die Spur des Killers (Zodiac)
- 2007: Shooter
- 2007: Grindhouse
- 2007: The Reaping – Die Boten der Apokalypse (The Reaping)
- 2008: Die Bienenhüterin (The Secret Life of Bees)
- 2009: Nachts im Museum 2 (Night at the Museum: Battle of the Smithsonian)
- 2009: Love Happens
- 2009: Zwölf Runden (12 Rounds)
- 2011: Wir kaufen einen Zoo (We Bought a Zoo)
- 2016: Fences
- 2016: Findet Dorie (Finding Dory, Animationsfilm)
- 2016: Sing (Animationsfilm)
- 2017: Cars 3: Evolution (Cars 3, Animationsfilm)
- 2018: 15:17 to Paris (The 15:17 to Paris)
- 2018: The Darkest Minds – Die Überlebenden (The Darkest Minds)
- 2018: Der Grinch (The Grinch, Animationsfilm)
- 2019: Le Mans 66 – Gegen jede Chance (Ford v Ferrari)
- 2019: Perfect Life (Fernsehserie, 7 Episoden)
- 2019: Der Mechanismus (O Mecanismo, Fernsehserie, 8 Episoden)
- 2019: Irmandade (Fernsehserie, 2 Episoden)
- 2019: Wir sind die Welle (Fernsehserie, 4 Episoden)
- 2020: Bill & Ted retten das Universum (Bill & Ted Face the Music)
- 2021: Born a Champion
- 2021: Elize Matsunaga: Es war einmal ein Mord (Elize Matsunaga: Era Uma Vez Um Crime, Minidokuserie, 4 Episoden)
- 2021: Shaman King (シャーマンキング/shāman kingu, Zeichentrickserie, 3 Episoden)
- 2021: Sing – Die Show deines Lebens (Sing 2, Animationsfilm)
- 2021: Copshop
- 2021: Love Hard
- 2022: Distant Love (Kurzfilm)
- 2022: Wallpaper Man (Kurzfilm)

### Produktion
- 2006: A New Finish (Kurzfilm)
- 2008: Solace (Kurzfilm)
- 2009: Act Like Men (Kurzfilm)
- 2010: Atlantis Down
- 2012: Night Walkers (Fernsehserie, 4 Episoden)
- 2015: The Lost One
- 2020: Doug

### Regie
- 2005: Little Girl Lost (Kurzfilm)
- 2006: A New Finish (Kurzfilm)
- 2011: Wages of Sin
- 2012: Night Walkers (Fernsehserie, 2 Episoden)
- 2015: The Lost One
- 2022: Distant Love (Kurzfilm)

### Drehbuch
- 2008: Solace (Kurzfilm)
- 2010: Atlantis Down
- 2011: Wages of Sin
- 2015: The Lost One
- 2022: Distant Love (Kurzfilm)